# Società Sportiva Atletico Catania 1999-2000
Questa voce raccoglie le informazioni riguardanti la Società Sportiva Atletico Catania nelle competizioni ufficiali della stagione 1999-2000.

## Rosa
| N. |                   | Ruolo | Calciatore             |
| -- | ----------------- | ----- | ---------------------- |
|    | Italia (bandiera) | C     | Michele Adelfio        |
|    | Italia (bandiera) | D     | Michele Baldini        |
|    | Italia (bandiera) | C     | Andrea Buffi           |
|    | Italia (bandiera) | C     | Davide Carfora         |
|    | Italia (bandiera) | C     | Angelo Cimadomo        |
|    | Italia (bandiera) | D     | Alessio De Stefani     |
|    | Italia (bandiera) | A     | Luca Dosi              |
|    | Italia (bandiera) | D     | Massimiliano Farris    |
|    | Italia (bandiera) | D     | Cristiano Gagliarducci |
|    | Italia (bandiera) | D     | Pietro Infantino       |
|    | Italia (bandiera) | C     | Rosario La Marca       |
|    | Italia (bandiera) | C     | Gianluca Leone         |
|    | Italia (bandiera) | C     | Fabio Marino           |
|    | Italia (bandiera) | C     | Francesco Marzà        |
|    | Italia (bandiera) | D     | Massimo Maugeri        |

| N. |                   | Ruolo | Calciatore                |
| -- | ----------------- | ----- | ------------------------- |
|    | Italia (bandiera) | C     | Francesco Meacci          |
|    | Italia (bandiera) | C     | Vincenzo Melillo          |
|    | Italia (bandiera) | P     | Gianni Merletti           |
|    | Italia (bandiera) | A     | Giuseppe Motta            |
|    | Italia (bandiera) | P     | Marco Onorati             |
|    | Italia (bandiera) | C     | Mirko Pagliarini          |
|    | Italia (bandiera) | A     | Antonio Franco Pannitteri |
|    | Italia (bandiera) | A     | Giovanni Piredda          |
|    | Italia (bandiera) | A     | Armando Puca              |
|    | Italia (bandiera) | D     | Riccardo Quintavalle      |
|    | Italia (bandiera) | A     | Gabriele Scandurra        |
|    | Italia (bandiera) | C     | Nathan Schiavon           |
|    | Italia (bandiera) | A     | Gianni Testa              |
|    | Italia (bandiera) | C     | Antonio Trovato           |

## Risultati

### Serie C1

#### Girone di andata
| 5 settembre 1999 1ª giornata | Gualdo | 2 – 1 | Atletico Catania |  |

| 12 settembre 1999 2ª giornata | Atletico Catania | 0 – 0 | Fidelis Andria |  |

| 19 settembre 1999 3ª giornata | Castel di Sangro | 1 – 0 | Atletico Catania |  |

| 26 settembre 1999 4ª giornata | Atletico Catania | 0 – 1 | Juve Stabia |  |

| 3 ottobre 1999 5ª giornata | Lodigiani | 0 – 0 | Atletico Catania |  |

| 10 ottobre 1999 6ª giornata | Atletico Catania | 0 – 1 | Palermo |  |

| 17 ottobre 1999 7ª giornata | Crotone | 1 – 1 | Atletico Catania |  |

| 24 ottobre 1999 8ª giornata | Atletico Catania | 3 – 1 | Nocerina |  |

| 7 novembre 1999 9ª giornata | Catania | 0 – 0 | Atletico Catania |  |

| 14 novembre 1999 10ª giornata | Atletico Catania | 1 – 1 | Ancona |  |

| 21 novembre 1999 11ª giornata | Viterbese | 3 – 0 | Atletico Catania |  |

| 28 novembre 1999 12ª giornata | Arezzo | 3 – 1 | Atletico Catania |  |

| 5 dicembre 1999 13ª giornata | Atletico Catania | 0 – 0 | Sporting Benevento |  |

| 12 dicembre 1999 14ª giornata | Giulianova | 1 – 1 | Atletico Catania |  |

| 19 dicembre 1999 15ª giornata | Atletico Catania | 1 – 1 | Marsala |  |

| 23 dicembre 1999 16ª giornata | Avellino | 2 – 1 | Atletico Catania |  |

| 6 gennaio 2000 17ª giornata | Atletico Catania | 0 – 2 | Ascoli |  |

#### Girone di ritorno
| 9 gennaio 2000 18ª giornata | Atletico Catania | 0 – 3 | Gualdo |  |

| 15 gennaio 2000 19ª giornata | Fidelis Andria | 0 – 1 | Atletico Catania |  |

| 23 gennaio 2000 20ª giornata | Atletico Catania | 2 – 0 | Castel di Sangro |  |

| 30 gennaio 2000 21ª giornata | Juve Stabia | 2 – 1 | Atletico Catania |  |

| 6 febbraio 2000 22ª giornata | Atletico Catania | 2 – 1 | Lodigiani |  |

| 13 febbraio 2000 23ª giornata | Palermo | 1 – 0 | Atletico Catania |  |

| 27 febbraio 2000 24ª giornata | Atletico Catania | 1 – 4 | Crotone |  |

| 5 marzo 2000 25ª giornata | Nocerina | 2 – 1 | Atletico Catania |  |

| 12 marzo 2000 26ª giornata | Atletico Catania | 1 – 1 | Catania |  |

| 19 marzo 2000 27ª giornata | Ancona | 2 – 1 | Atletico Catania |  |

| 2 aprile 2000 28ª giornata | Atletico Catania | 2 – 1 | Viterbese |  |

| 9 aprile 2000 29ª giornata | Atletico Catania | 0 – 1 | Arezzo |  |

| 16 aprile 2000 30ª giornata | Sporting Benevento | 4 – 0 | Atletico Catania |  |

| 22 aprile 2000 31ª giornata | Atletico Catania | 1 – 4 | Giulianova |  |

| 30 aprile 2000 32ª giornata | Marsala | 0 – 0 | Atletico Catania |  |

| 7 maggio 2000 33ª giornata | Atletico Catania | 1 – 2 | Avellino |  |

| 14 maggio 2000 34ª giornata | Ascoli | 3 – 1 | Atletico Catania |  |